# Omloop van het Waasland 2019
De 55e editie van de Belgische wielerwedstrijd Omloop van het Waasland vond plaats op 17 maart. De wedstrijd werd verreden in en rond Kemzeke. Deze editie werd gewonnen door Alexander Richardson, gevolgd door Jacob Hennessy en Tibo Nevens.

## Uitslag
| Omloop van het Waasland 2019 |                       |                                     |         |
| Plaats                       | Naam                  | Ploeg                               | Tijd    |
| Winnaar                      | Alexander Richardson  | Canyon DHB P/B Bloor Homes          | 3u42'9" |
| 2                            | Jacob Hennessy        | Canyon DHB P/B Bloor Homes          | 26"     |
| 3                            | Tibo Nevens           | Home Solution-Soenen Cycling Team   | z.t.    |
| 4                            | Jules Hesters         | EFC-L&R-Vulsteke                    | z.t.    |
| 5                            | Dennis Coenen         | Cibel                               | z.t.    |
| 6                            | Fabio Van Den Bossche | EFC-L&R-Vulsteke                    | z.t.    |
| 7                            | Arne De Groote        | Tarteletto-Isorex                   | z.t.    |
| 8                            | Robin Mertens         | Hubo-Titan Cargo CT                 | z.t.    |
| 9                            | Tom Dernies           | Natura4Ever-Roubaix Lille Métropole | z.t.    |
| 10                           | Colin Heiderscheid    | Leopard Pro Cycling                 | z.t.    |

1965 · 1966 · 1967 · 1968 · 1969 · 1970 · 1971 · 1972 · 1973 · 1974 · 1975 · 1976 · 1977 · 1978 · 1979 · 1980 · 1981 · 1982 · 1983 · 1984 · 1985 · 1986 · 1987 · 1988 · 1989 · 1990 · 1991 · 1992 · 1993 · 1994 · 1995 · 1996 · 1997 · 1998 · 1999 · 2000 · 2001 · 2002 · 2003 · 2004 · 2005 · 2006 · 2007 · 2008 · 2009 · 2010 · 2011 · 2012 · 2013 · 2014 · 2015 · 2016 · 2017 · 2018 · 2019 · 2020 · 2021 · 2022 · 2023 · 2024